# Désirée de Lombardie
Désirée de Lombardie (en latin Desiderata), dite aussi « Ermengarde », qui vécut durant le troisième quart du VIIIe siècle, était une princesse lombarde, fille du roi Didier, première épouse officielle de Charlemagne.

## Biographie
Désirée est la fille de Didier de Lombardie, roi des Lombards, et de son épouse Ansia. On la retrouve dans la littérature aussi sous le nom de Didière de Lombardie.
On sait assez peu de choses sur elle ; on n'est même pas sûr que Desiderata ait été son véritable nom (en traduction latine) ; les auteurs de chroniques l'ont peut-être fabriqué en démarquant la forme latine du nom de son père, Desiderius.
Même sa relation avec Charlemagne n'est pas clairement établie, étant donné les divergences entre les sources d'époque : la seule chose certaine est qu'il n'y a pas eu d'enfants de Charlemagne et de Désirée.

### Le mariage avec Charlemagne
Charlemagne devient roi des Francs en 768, en même temps que son frère Carloman. Il a alors une concubine, Himiltrude, qui lui donne un fils, Pépin le Bossu.
En 769, il semble que Berthe de Laon ait eu le projet d'un double mariage : de Charlemagne avec Désirée et de Carloman avec Gerberge, présentée comme une autre fille de Didier. Ce projet est connu par des lettres du pape, qui lui est totalement hostile et affirme que son lien avec Himiltrude est un vrai mariage. D'autre part, l'ascendance lombarde de Gerberge n'est pas attestée.
Selon Eginhard, dans sa Vie de Charlemagne, le mariage avec Désirée a tout de même eu lieu. Puis elle est répudiée par Charlemagne en 771 officiellement en raison de sa stérilité. Selon diverses sources, elle retourne ensuite à Pavie, où elle fut désirée par divers hommes, mais ne se remariera jamais. Cependant il est revendiqué qu'elle y eut un enfant illégitime, qu'elle aurait nommé Enguerrand. Honteux de son acte, son père l'aurait expulsée de Pavie. On ne sait pas grand-chose de sa mort, mais on peut supposer qu'elle est morte en tant que simple paysanne. Selon une autre chronique, elle serait morte en couches.
En 772, Charlemagne, épouse Hildegarde de Vintzgau, qui lui donne beaucoup d'enfants. En 773, il s'engage dans une campagne militaire contre Didier, qui va aboutir à la défaite de Didier et l'annexion du royaume des Lombards, qui deviendra le royaume d'Italie.

## Généalogie
```
   ┌─ X
┌─ 
Didier de Lombardie
, 
duc de Toscane
, 
roi des Lombards
.
│  └─ X
│

Désirée/Desiderada

 ép. en 
769
 
Charlemagne
 (cf. 
Carolingiens
)
│
│  ┌─ X
└─ 
Ansia
 (?-?).
   └─ X
```

## Télévision
- Charlemagne, le prince à cheval, téléfilm franco-italo-germano-luxembourgeois en trois parties, réalisé par Clive Donner, et diffusé la première fois sur France 2 en 1993, avec Simona Cavallari dans le rôle d'« Ermengarde ».